# Snow on the Sahara
Snow on the Sahara è il primo singolo estratto da Au Nom de la Lune, album di debutto della cantante indonesiana Anggun nel 1997. Il brano è stato anche usato nella pubblicità degli orologi Swatch nel 1999. Ne esiste anche una versione in lingua francese dal titolo La Neige au Sahara.
È stata cantata una cover del brano da Sarah Brightman nel suo album Live In Las Vegas nel 2004.

## Tracce
1. La Neige au Sahara – 4:18
2. Selamanya – 2:21
3. Snow on the Sahara – 4:19

## Il video
Esistono due versioni del video di "Snow on the Sahara". La prima versione è stata girata a Bali e vede i due protagonisti, la cantante Anggun e il suo compagno, diventare il sacrificio di alcuni antichi rituali. La seconda versione invece vede Anggun cantare il brano in una stanza in cui sono stipati diversi oggetti d'antiquariato. Questa seconda versione è stata trasmessa solo negli Stati Uniti e in Italia.

## Classifiche

### Classifiche settimanali
| Paese (1997/99) | Posizione massima |
| --------------- | ----------------- |
| Finlandia       | 20                |
| Germania        | 55                |
| Italia          | 1                 |
| Spagna          | 16                |
| Svizzera        | 24                |

### La neige au Sahara
| Paese (1997)      | Posizione massima |
| ----------------- | ----------------- |
| Belgio (Vallonia) | 24                |
| Francia           | 16                |

### Classifiche annuali
| Paese (1999) | Posizione raggiunta |
| ------------ | ------------------- |
| Italia       | 4                   |